# Ashley Holliday
Ashley Holliday Tavares, nata Ashley Renee Popelka (Burbank, 1º settembre 1985), è un'attrice statunitense.

## Biografia
Nata in California, ha origini ceche e di Capo Verde. Il padre, Feliciano Butch Vierra Tavares jr., fa parte del noto gruppo Tavares, mentre la madre, Jacqueline Popelka, è produttrice. Grazie al lavoro della madre, Ashley vive e studia in diversi paesi del mondo, tra cui tre anni passati in Giamaica. Successivamente torna negli Stati Uniti e studia recitazione in diverse scuole d'arte e alla DePaul University. Il suo debutto risale a quando aveva un anno e mezzo, quando interpretò la figlia neonata di Stanley Tucci in Miami Vice.

## Filmografia

### Cinema
- La giusta causa (Just Cause), regia di Arne Glimcher (1995)
- The Man Who Shook the Hand of Vicente Fernandez, regia di Elia Petridis (2012)

### Televisione
- Miami Vice – serie TV (1986)
- Huge - Amici extralarge (Huge) – serie TV (2010)
- Hollywood Heights - Vita da popstar (Hollywood Heights) – serie TV (2012)
- Ravenswood – serie TV (2013)
- American Crime Story – serie TV (2016)

## Doppiatrici italiane
Nelle versioni in italiano delle opere in cui ha recitato, Ashley Holliday è stata doppiata da:
- Roberta De Roberto in Huge - Amici extralarge
- Tiziana Martello in Grey's Anatomy
- Eva Padoan in Uno splendido errore

Da doppiatrice è sostituita da:
- Antonella Baldini in Robot Chicken